# Deținut politic
Deținut politic este termenul folosit pentru a desemna o persoană arestată, judecată și condamnată la pedeapsa cu închisoarea, pentru convingerile și activitățile sale politice.

## Situația în Uniunea Europeană
În urma unui raport transmis Secretarului General al Consiliului Europei de un grup independent de experți, la 3 mai 2001 au fost adoptate primele criterii obiective cu ajutorul cărora un deținut să poată fi considerat deținut politic:
O persoană lipsită de libertatea personală va fi considerată deținut politic:
a. dacă detenția a fost impusă cu violarea uneia din garanțiile fundamentale stabilite prin Convenția Europeană a Drepturilor Omului și protocoalele sale, în special acelea referitoare la libertatea de gândire, de conștiință și religioasă, la libertatea de exprimare și de informare, la libertatea de întrunire pașnică și libertatea de asociere;
b. dacă detenția a fost impusă din motive pur politice, fără legătură cu vreo infracțiune;
c. dacă, din motive politice, durata detenției sau condițiile de detenție sunt vădit disproporționate cu infracțiunea săvârșită de persoană sau pentru care persoana este suspectată;
d. dacă, din motive politice, persoana este deținută în condiții discriminatorii în comparație cu alte persoane;
e. dacă detenția este rezultatul unor proceduri clar nedrepte și dacă aceasta pare să fie în legătură cu motivele politice ale autorităților.

## Situația în România
În România, prin Legea nr. 221/2009 se stipulează următoarele: Constituie condamnare cu caracter politic orice condamnare dispusă printr-o hotărâre judecătorească definitivă, pronunțată în perioada 6 martie 1945 - 22 decembrie 1989, pentru fapte săvârșite înainte de data de 6 martie 1945 sau după această dată și care au avut drept scop împotrivirea față de regimul totalitar instaurat în data de 6 martie 1945.
Conform Institutului de Investigare a Crimelor Comunismului in România (IICCR), în timpul regimului comunist, în România au existat 44 de penitenciare principale și 72 de lagăre de muncă forțată destinate deținuților politici.
IICCR și Centrul Internațional de Studii asupra Comunismului din București au identificat în arhive un număr de aproximativ 93.000 de fișe de foști deținuți politici ce au trecut prin închisori și lagăre de muncă, în perioada 1945-1989. Având în vedere că numeroși deținuți politici au fost încarcerați fără procese, iar actele lor de detenție nu au fost întocmite, se estimează că numărul real al condamnărilor politice a fost mult mai mare. Comisia Prezidențială pentru Analiza Dictaturii Comuniste din România a ajuns la concluzia că în jur de 600.000 de persoane au fost condamnate pe criterii politice, în perioada 1945-1989.
Conform documentelor oficiale, numărul de decese survenite în rândul celor aflați în cercetări sau în detenție, în perioada 1945-1964, a fost de 3.847, din care decese în timpul cercetărilor - 203, în timpul executării pedepsei - 2.851, condamnați la moarte și executați - 137, decese în lagărele de muncă - 656.
Adăugând, la cifra deținuților politici, și pe cei internați administrativ (aproximativ 200.000), pe țăranii condamnați pentru delicte mascate ca fiind de “drept comun”, pe cei aproximativ 150.000 de prizonieri de război din perioada 23 august – 13 septembrie 1944 (unii ofițeri ajungând deportați inclusiv în Siberia), pe sutele de mii de deportați, evacuați, strămutați, ori persoane cu “domiciliu obligatoriu”, prizonieri, internați în azilele psihiatrice cu caracter politic sau, pur și simplu, oameni trecuți prin anchete, pe basarabenii și bucovinenii repatriați cu forța în URSS, ca și pe cei 520.000 de tineri forțați sã munceascã în “armata cenușie”, adevărate lagăre de muncă militarizate, pe zecile de mii de “frontieriști”, ce încercau să treacă frontiera (mulți împușcați pe graniță), pe femeile decedate din cauza politicii demografice, se poate estima că cifra victimelor directe ale represiunii comuniste se ridică la 2 milioane de persoane.

### Învinuiri
Cele mai frecvente fapte pentru care aceste persoane au fost condamnate sunt:
1. Art. 193/I: activitate contra clasei muncitoare – prevăzută într-un articol secret, cuprins în decretul nr. 62/1955 și nepublicat, a cărui caracteristică era sfera foarte largă de cuprindere, aici putând fi încadrate orice fel de acuzații. În genere, se folosea pentru cei care nu puteau fi încadrați articolelor din Codul Penal. În Codul Penal propriu-zis, art. 193 făcea parte din Secțiunea I („Înaltă trădare”) a Capitolului I („Crime și delicte contra siguranței exterioare a statului”);
2. Art. 207: crimă de surpare a ordinii constituționale – „Acela care săvârșește acte violente în scop de a schimba forma constituțională a Republicii Populare Române, precum și acela care instigă pe locuitori de a se ridica în contra puterilor constituționale ale Republicii, comite crima de surpare a ordinei constituționale și se pedepsește cu detențiune grea dela 5 la 10 ani și degradare civică dela 3 la 5 ani”;
3. Art. 209: crimă de uneltire împotriva ordinii sociale – „faptul de a propovădui prin viu grai schimbarea formei democratice de guvernământ a Statului”, „faptul de a face propagandă pentru răsturnarea în mod violent a ordinei sociale existente în Stat”, „faptul de a constitui sau organiza asociații secrete cu scopul arătat la alineatul precedent, fie că au ori nu caracter internațional”, „faptul de a lucra prin mijloace violente, pentru a produce teroare, teamă ori desordine publică, cu scop de a schimba ordinea economică sau socială din România”, „faptul de a intra în legătură cu vreo persoană sau asociație cu caracter internațional din străinătate sau din țară, în scopul de a primi instrucțiuni sau ajutoare de orice fel pentru pregătirea unei răsturnări a ordinei democratice a statului”, „faptul de a ajuta, în orice mod, o asociațiune din străinătate sau din țară, care ar avea de scop să lupte contra ordinei economice sau sociale din România”, „faptul de a se afilia sau deveni membru al vreunei astfel de asociații”, „cei care inițiază, organizează, activează sau participă la organizațiuni de tip fascist, politice, militare sau paramilitare” și „cei care, fără a fi membri ai unor astfel de organizații, fac propagandă sau întreprind acțiuni în favoarea acelor organizațiuni, a membrilor lor sau a scopurilor urmărite de ele”. Aceasta a fost cea mai răspândită încadrare care li s-a aplicat celor condamnați pentru delicte politice.
4. Art. 228: omisiune de denunț – „Acela care, având cunoștință despre un complot sau despre pregătirea crimei prevăzute de art. 207, omite să denunțe aceasta, când era încă timpul de a se împiedeca consumarea faptului, comite delictul de omisiune a denunțării complotului și se pedepsește cu închisoarea corecțională dela 1 la 2 ani”;
5. Art. 267: trecerea frauduloasă a frontierei – „Acela care intră sau iese din țară prin alte locuri decât acele destinate trecerii călătorilor, sau chiar prin acestea dar în ascuns, comite delictul de trecere frauduloasă a frontierei și se pedepsește cu închisoare corecțională dela 3 la 10 ani și amendă dela 4.000 la 40.000 lei. Aceeași pedeapsă se aplică și aceluia care a înlesnit trecerea frontierei în condițiile de mai sus”.
6. Art. 284: favorizarea infractorului – „Acela care, fără să fi avut o înțelegere prealabilă cu autorul sau complicele, înainte de comiterea infracțiunii, dă ajutor sau protecție acestora, pentru a eluda sau zădărnici cercetările sau alte acte de procedură ale autorităților, ori pentru a se sustrage de la acestea sau de la executarea pedepsei”.
7. Art. 325: răspândire de manifeste sau publicații interzise – „Faptul de a produce, vinde sau distribui scrieri, desemne ori imprimate declarate ilicite printr-o hotărâre judecătorească definitivă. Aceeași pedeapsă se aplică și aceluia care introduce, reproduce, vinde ori distribuie scrieri, desemne ori imprimate străine a căror introducere în țară a fost interzisă de autoritatea în drept”.
8. Art. 327: instigare/agitație publică – „Acela care, prin orice mijloace, instigă direct publicul la nesupunere către legi sau către autoritățile constituite. De asemenea, constituie delictul de instigare publică și simplul fapt de a îndemna publicul, prin orice mijloace și în mod direct la săvârșirea vreunei crime sau delict. Oricine, prin orice mijloace, va întreprinde sau va încerca să întreprindă o acțiune împotriva formei de guvernământ democratice, precum și oricine, prin orice mijloace, va agita sau va încerca să facă agitațiuni din care ar putea să rezulte un pericol pentru siguranța Statului se va pedepsi dela 5 la 10 ani închisoare corecțională”.

### Eliberarea deținuților politici
Amnistierea și eliberarea majorității deținuților politici din România a fost stabilită prin decretele nr. 767/1963, nr. 176 și nr. 411/1964, care nu au fost publicate în Monitorul Oficial, așa că publicul larg nu cunoaște conținutul lor. Înainte de a fi eliberați, deținuții au fost avertizați că nu le era permis să spună nimic despre cele pătimite, prin diferitele locuri de detenție.
Potrivit statisticilor oficiale, în ianuarie 1960, numărul persoanelor condamnate pentru delicte împotriva securității statului era de 17.613. Numărul lor a scăzut în 1962 de la 16.327 la 13.017, în urma eliberării mai multor legionari. În 1963, el s-a redus la 9.333, pentru ca în 1964 majoritatea celor rămași în închisori să fie puși în libertate.
Într-un document de bilanț al M.A.I. privind grațierile efectuate la sfârșitul anului 1963 și în prima jumătate a anului 1964, apare menționat faptul că au fost puși în libertate 10.014 condamnați. Autorul sintezei considera că majoritatea acestora s-au integrat sau își manifestă intenția de a participa efectiv la viața socială, alții "au adoptat o poziție de espectativă și izolare, evitând a mai veni în contact cu persoane suspecte și a purta discuții cu caracter politic din teama de a nu atrage atenția organelor noastre".
Cei mai mulți au primit pensii din partea statului, iar unii au fost reîncadrați în vechile lor locuri de muncă, inclusiv în universități și institute de cercetare științifică.
Fostul ministru de Externe, Corneliu Mănescu, a povestit cum s-a derulat procesul eliberării "politicilor": Amnistierea deținutilor politici s-a făcut din 1962 până în 1964, în mai multe tranșe, și a întâmpinat opoziția mai multor membri din conducerea partidului. Era, de fapt, o măsură politică în consens cu "reabilitările" victimelor stalinismului din celelalte țări. Numai că Gheorghe Gheorghiu Dej i-a eliberat pe toți, nu doar pe câțiva, cum s-a întâmplat în Uniunea Sovietică, de exemplu. Ceea ce i-a atras un mare capital politic în Occident. Aș vrea să spun - cu o anumită malițiozitate - că Dej a acceptat să dea curs acestor intervenții, deoarece și-a dat seama că va rămâne de pe urma acestei măsuri și cu un prestigiu crescut pe plan extern.

#### Continuarea represiunii cu alte metode
După eliberarea deținutilor politici din 1964, Securitatea a declanșat o acțiune de supraveghere informativă la nivel național. Suspecții puteau fi nu doar foștii detinuți politici, ci și persoane fără antecedente politice, dar care erau considerate „cu potențial ostil“. Această schimbare de metodă era cerută de nevoia unor relații internaționale ameliorate și se baza pe siguranța controlului asupra prizonierilor "lagărului comunist". În acest sens, după 1964, represiunea comunistă împotriva opozanților regimului s-a adaptat la noile realități, utilizând instrumente mai rafinate de reprimare a opozanților: impunerea domiciliului obligatoriu, supravegherea foștilor deținuți politici, utilizarea spitalelor de psihiatrie ca locuri de recluziune, arestarea și anchetarea sub pretextul unor delicte de drept comun etc.

### Asociații
La 2 ianuarie 1990 a fost înființată Asociația Foștilor Deținuți Politici din România, din inițiativa lui Ticu Dumitrescu, care i-a fost președinte până în 1998.

### In memoriam
Prin Legea 247 din 5 decembrie 2011, ziua de 9 martie a fost declarată Ziua Detinuților Politici Anticomuniști din Perioada 1944-1989.

### Un alt fel de definiție
Dr. Octavian Vulpe Arhivat în 8 decembrie 2015, la Wayback Machine., fost deținut politic, a publicat cartea Puterea de a învinge Arhivat în 8 decembrie 2015, la Wayback Machine., în care dă o „definiție” personală deținutului politic în comunism: „«Deținut politic» este cel mai paradoxal titlu de noblețe din istoria umanității, din următoarele motive: titlul nu putea fi obținut cu bani; pentru a-l avea, încercările erau atât de grele, încât costau deseori viața; cei care l-au avut nu l-au dorit și nu l-au cerut; cei care l-au acordat nu și-au dat seama că înnobilează”.